# جامعة غرمبلينغ الحكومية
جامعة ولاية غرمبلينغ (ولاية غرمبلينغ، أوجامعة ولاية جورجينا، غرمبلينغ) هي جامعة سوداء عامة تاريخيًا في غرمبلينغ، لويزيانا. الجامعة هي موطن متحف ايدي جي روبنسون وهي مدرجة في مسار التراث الأمريكي الأفريقي في لويزيانا. الجامعة عضو في مدرسة نظام جامعة ولاية لويزيانا وصندوق كلية ثورغود مارشال.
تتنافس الفرق الرياضية بولاية غرمبلينغ في القسم الأول من الرابطة الوطنية لألعاب القوى وتعرف باسم نمور ولاية غرمبلينغ. الجامعة عضو في المؤتمر الرياضي الجنوبي الغربي.

## تاريخ

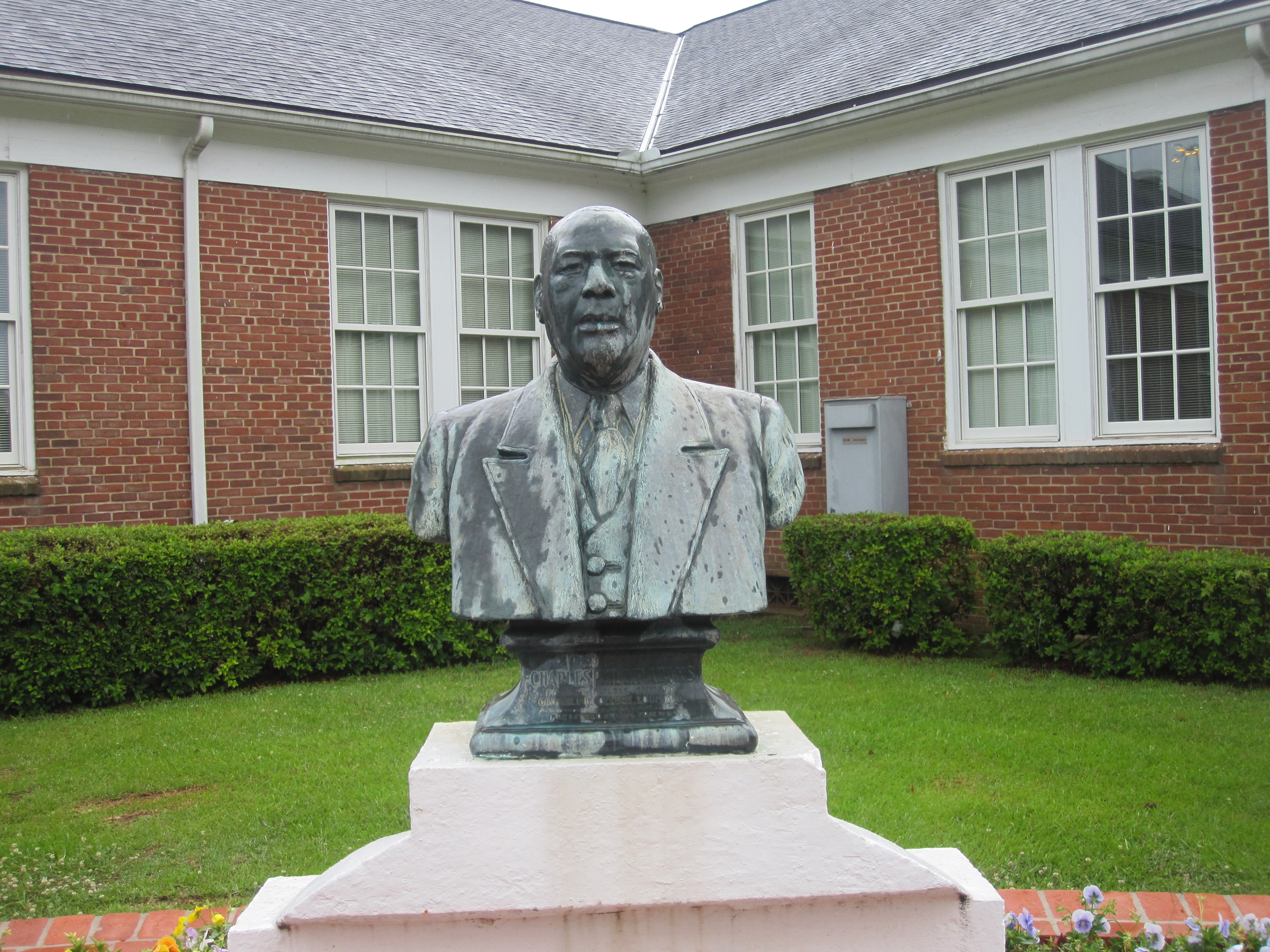
تمثال نصفي لتشارلز ب. آدمز، مؤسس وأول رئيس لجامعة غرمبلينغ الحكومية n ey

تطورت جامعة ولاية غرمبلينغ بناءً على رغبة المزارعين الأمريكيين من أصل أفريقي في ريف شمال لويزيانا الذين أرادوا تعليم الأمريكيين الأفارقة الآخرين في الجزء الشمالي من الولاية. في عام 1896، تم تشكيل جمعية شمال لويزيانا للإغاثة الزراعية الملونة بقيادة لافاييت ريتشموند لتنظيم وتشغيل المدرسة. بعد افتتاح مدرسة صغيرة غرب ما يعرف الآن بمدينة غرمبلينغ، طلبت الجمعية المساعدة من بوكر تي واشنطن من معهد توسكيجي في ألاباما. تشارلز ب. آدامز، الذي أرسل لمساعدة المجموعة في تنظيم مدرسة صناعية، أصبح مؤسسها وأول رئيس لها.
تحت قيادة آدامز، افتتحت المدرسة الصناعية والزراعية الملونة في 1 نوفمبر 1901. بعد أربع سنوات، انتقلت المدرسة إلى موقعها الحالي وتم تغيير اسمها إلى مدرسة شمال لويزيانا الزراعية والصناعية. بحلول عام 1928، كانت المدرسة قادرة على تقديم شهادات مهنية ودبلومات لمدة عامين بعد أن أصبحت كلية حكومية صغيرة. تم تغيير اسم المدرسة إلى معهد لويزيانا نيغرو للمعلمين والصناعيين
في عام 1936، أعيد تنظيم البرنامج للتأكيد على التعليم الريفي. أصبحت تُعرف باسم «خطة لويزيانا» أو «مشروع في تعليم المعلمين الريفيين». مُنحت شهادات التدريس الاحترافية عند إضافة سنة ثالثة عام 1936، ومُنحت درجة البكالوريا الأولى عام 1944 في التعليم الابتدائي. تم تغيير اسم المؤسسة إلى كلية غرمبلينغ في عام 1946 تكريما لمالك المنشرة البيضاء، بي جي غرمبلينغ، الذي تبرع بقطعة أرض للمدرسة. بعد ذلك، أعدت الكلية مدرسين ثانويين وأضافت مناهج في العلوم والفنون الحرة والأعمال. مع هذه البرامج سارية المفعول، تحولت المدرسة من مؤسسة ذات غرض واحد لتعليم المعلمين إلى كلية متعددة الأغراض.
أصبحت المدرسة كلية غرمبلينغ في عام 1946، سميت على اسم جودسون هـ.غرمبلينغ، صاحب منشرة بيضاء تبرع بقطعة من الأرض لبناء المدرسة.
في عام 1949، تم اعتماد الكلية من قبل الرابطة الجنوبية للكليات والمدارس. يعد مبنى غرمبلينغ العلمي أحد المباني العامة الستة والعشرين في لويزيانا التي شيدها المقاول البارز جورج أ.كالدويل، الذي أكمل المباني العامة الرئيسية في جميع أنحاء الولاية.. في عام 1974، سمحت إضافة برامج الدراسات العليا في مرحلة الطفولة المبكرة والتعليم الابتدائي للكلية بمنح مكانة جامعية تحت اسمها الحالي، جامعة ولاية غرمبلينغ.
من عام 1977 إلى عام 2000، نمت الجامعة وازدهرت. تم دمج العديد من البرامج الأكاديمية الجديدة. تمت إضافة مرافق جديدة إلى الحرم الجامعي الذي تبلغ مساحته 384 فدانًا (1.55 كم 2)، بما في ذلك مبنى الأعمال وعلوم الكمبيوتر، ومدرسة التمريض، ومبنى خدمات الطلاب، والملعب، ومنشأة دعم الاستاد، ومركز رياضي داخلي.
ممثل الولاية جورج ب. هولستيد من روستون، الذي كان لجده دور فعال في تأسيس لويزيانا للتكنولوجيا، عمل على زيادة الاعتمادات الحكومية لكل من جامعة ولاية لويزيانا للتكنولوجيا وجامعة غرمبلينغ الحكومية خلال فترة ولايته التشريعية من 1964 إلى 1980..
في 7 ديسمبر 2010، تمت إضافة المنطقة التاريخية لجامعة غرمبلينغ الحكومية، وهي منطقة تضم 16 مبنى يعود تاريخها إلى الفترة من 1939 إلى 1960، إلى السجل الوطني للأماكن التاريخية.
في عام 2019، بدأ غرمبلينغ حجر الأساس لبناء أول مكتبة رقمية في حرم الكليات والجامعات السوداء تاريخيا، وأول مؤسسة جامعية في لويزيانا. ومن المقرر أن يكتمل المشروع الذي تبلغ تكلفته 16.6 مليون دولار و 50000 قدم مربع في عام 2020.

## الرؤساء
بعد أول رئيس تشارلز بي، آدمز، أصبح رالف والدو إمرسون جونزة الرئيس الثاني ومدرب البيسبول الناجح للغاية من 1936 حتى تقاعده في عام 1977. خدم خمسة رؤساء من عام 1977-2001: الدكتور جوزيف بنيامين جونسون، الدكتور هارولد دبليو. لوندي، ودكتور ريموند هيكس، ودكتور ليونارد هاينز الثالث، والدكتور ستيف أ.
تم اختيار الدكتورة نيري فرانسوا وارنر كأول رئيسة للجامعة، عندما عملت لفترة مؤقتة مدتها ثلاث سنوات. قاد الدكتور هوراس جودسون، الذي أصبح الرئيس السابع للمؤسسة في عام 2004، حملة الخمس سنوات الأكثر طموحًا لإعادة بناء مرافق المؤسسة. تقاعد في نهاية أكتوبر 2009. في ذلك العام، بدأ الدكتور فرانك بوج كرئيس ثامن للمؤسسة. في 4 أبريل 2014، أعلن بوج تقاعده اعتبارًا من 30 يونيو 2014. أصبحت الدكتورة سينثيا س. واريك ثاني امرأة تتولى رئاسة غرمبلينغ حيث قضت فترة مؤقتة مدتها عام واحد تبدأ من 1يوليو2014 وتنتهي في 1يوليو 2015. شغل الدكتور ويلي لاركن منصب الرئيس من 1 يوليو 2015 إلى 1 يوليو 2016 .الرئيس الحالي والعاشر هو خريج جامعة ولاية غرمبلينغ ريتشارد ج.جالوت الابن.

## أكاديميون
تقدم جامعة ولاية غرمبلينغ درجات البكالوريوس والدراسات العليا من خلال الكليات الأربع التالية:
- كلية الآداب والعلوم
- كلية إدارة الأعمال
- كلية الدراسات العليا والتربوية
- كلية الدراسات المهنية بالإضافة إلى ذلك

تتوفر كلية ايرل ليستر كول هونرز للطلاب الجامعيين المتفوقين الباحثين عن تجربة أكاديمية أكثر تميزًا. يتوفر أيضًا برنامج تدريب ضباط الاحتياط التابع للجيش للطلاب الجامعيين المهتمين بمنهج جامعي مع مؤسسة عسكرية.
بالإضافة إلى ذلك، تتوفر كلية ايرل ليستر كول هونورز للطلاب الجامعيين المتفوقين الباحثين عن تجربة أكاديمية أكثر تميزًا. يتوفر أيضًا برنامج تدريب ضباط الاحتياط التابع للجيش للطلاب الجامعيين المهتمين بمنهج جامعي مع مؤسسة عسكرية.
تقدم ولاية غرمبلينغ درجة الدكتوراه الوحيدة في التربية التنموية من خلال كلية التربية والدراسات العليا.
في عام 2020، أصبحت غرمبلينغ أول مؤسسة جامعية في ولاية لويزيانا تقدم درجة البكالوريوس في مجال الأمن السيبراني والحوسبة السحابية. يتم تقديم كلا البرنامجين في إطار كلية الفنون والعلوم.
تم اعتماد ولاية غرميلينغ من قبل 18 جمعية اعتماد منفصلة، وعضو في وضع جيد في 20 منظمة، ومعتمد في جميع البرامج المطلوبة من قبل مجلس حكام لويزيانا..

## الحياة الطلابية

### ألعاب القوى

شعار جامعة ولاية غرمبلينغ لألعاب القوى

تمثل نمور غرمبلينغ جامعة ولاية غرمبلينغ في رابطة ألعاب القوى بين الكليات. تشارك فرق غرمبلينغ الرياضية في القسم الأول من الرابطة الوطنية لرياضية الجامعات (التقسيم الفرعي لبطولة كرة القدم) في المؤتمر الجنوبي الغربي لألعاب القوى. حاليًا، ترعى إدارة ألعاب القوى بجامعة ولاية غرمبلينغ كرة القدم بين الكليات للرجال، جنبًا إلى جنب مع كرة السلة للرجال والسيدات، والبيسبول، والمسار والميدان، والكرة اللينة، والجولف، وكرة القدم، والتنس، والبولينج، والكرة الطائرة.
أبرز المنافسين في ولاية غرمبلينغ هم خصمهم الجنوبي في ولاية لويزيانا الجنوبية، برايري فيو إيه آند إم، ولاية جاكسون، وولاية ألكورن.

### هيئة الطالب
اعتبارًا من 2015، ما يقرب من 30 ٪ من طلاب جامعة ولاية غرمبلينغ من خارج لويزيانا؛ تكساس، كاليفورنيا، وإلينوي هي أكبر ثلاث ولايات مغذية. 60٪ من الطلاب هم من الإناث و 40٪ من الذكور. 91٪ من الطلاب هم من السود، و 9٪ منهم ليسوا من السود. يتألف الجسم الطلابي لجامعة ولاية غرمبلينغ من ما يقرب من 5000 طالب وهو ثاني أكبر تجمع بين الكليات والجامعات السوداء تاريخيا في لويزيانا.

### الحياة السكنية
يوجد في جامعة ولاية غرمبلينغ خمس قاعات إقامة تقليدية وتسعة مساكن على طراز الشقق في الحرم الجامعي. يُطلب من جميع الطلاب الجامعيين التقليديين في السنة الأولى بدوام كامل العيش في الحرم الجامعي نتيجة للنجاح الأكاديمي واستراتيجيات الاحتفاظ بالجامعة.
- سكن طلابي للرجال فقط: غارنر هول، جينيس هول، كريسبس أتوكس
- سكن الطالبات فقط: جيويت هول (سميت على اسم فيديليا جيويت)، هانتر هول، روبنسون هول
- سكن الطلاب المشترك: ريتشموند هول، تايجر فيليدج جونز، تايجر فيليدج ويتلي وبيثون، تايجر فيليدج تروث وهولاند، تايجر فيليدج دوغلاس آند نوت، آدامز، بينشباك، توبمان وبوين، ستيبلز غلين

### الفرقة المسيرة

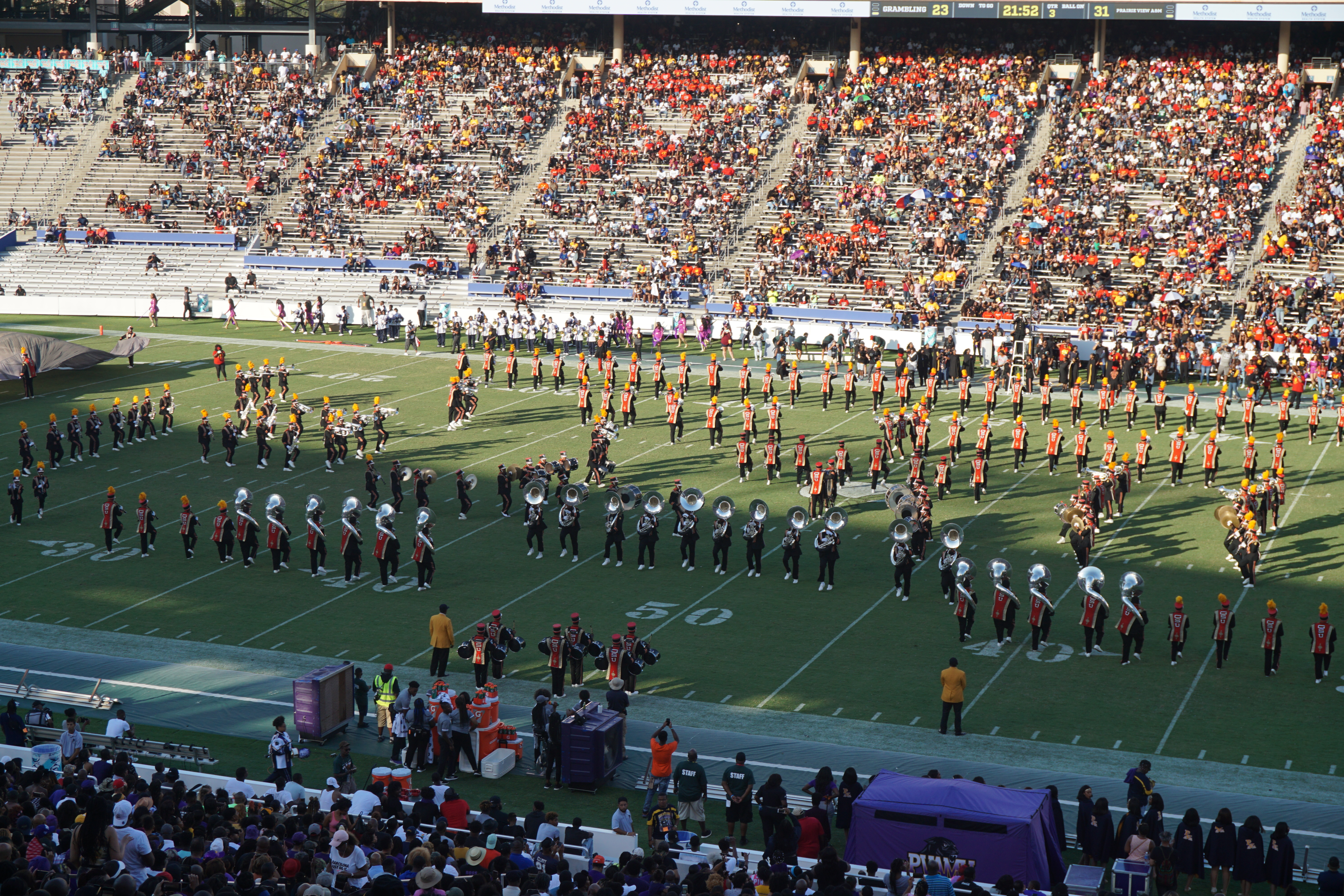
عرض فرقة زحف النمر الموسيقية المشهورة عالميا في معرض الدولة الكلاسيكي لعام 2019ssic

فرقة زحف النمر العالمية المشهورة بجامعة غرمبلينغ هي فرقة مسيرة تاريخية مع العديد من الجوائز والإنجازات الخاصة. على سبيل المثال، هم الفرقة الموسيقية الوحيدة على مستوى الجامعات السوداء تاريخيا في البلاد التي قدمت أداءً في حفلتين متتاليتين للتنصيب الرئاسي في الولايات المتحدة الأمريكية. تأسست شركة «العالم المشهور» في عام 1926 وتعمل كأحد السفراء الرئيسيين للجامعة. ومن أكثر التقاليد المنتظرة للفرقة هي «معركة العصابات» السنوية المتلفزة على الصعيد الوطني ضد فرقة صندوق الموسيقى البشري التابعة للجامعة الجنوبية أثناء مسيرة بايو كلاسيك في عطلة نهاية الأسبوع في سوبيردوم. يستقطب الحدث السنوي عشرات الآلاف من الخريجين والمشجعين والمتفرجين..
يقود «العالم المشهور» أربعة طبلات كبرى تخصصية وتتميز برقصة من شركة أوركيسيس للرقص التابعة لغرمبلينغ.

### وسائط جامعة ولاية غرمبلينغ
- هي الصحيفة الطلابية الأسبوعية بالجامعة والتي تُمنح باستمرار للصحافة الممتازة.[21][22]

- راديو تيجر على موجة 91.5 أف أم هي محطة إذاعية يديرها الطلاب على مدار 24 ساعة وتقدم مجموعة متنوعة من برامج الموسيقى والأخبار والرياضة والشؤون العامة.[23]

- يتم تشغيل المركز الاعلامي لتلفزيون جامعة ولاية غرمبلينغ من قبل قسم الاتصال الجماهيري لتدريب الطلاب المهتمين بوظائف البث.[23]

## صالة عرض

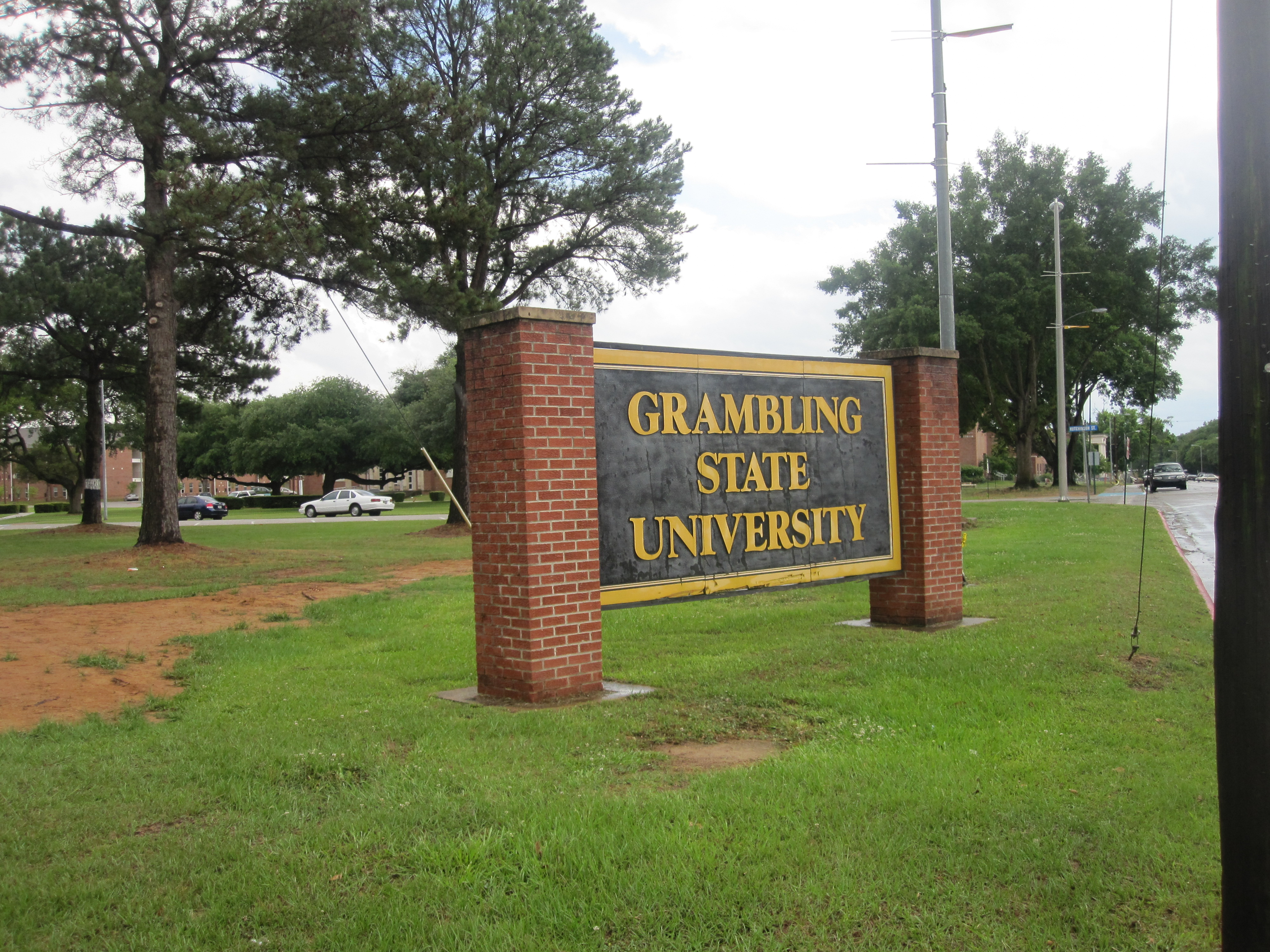
حرم جامعة ولاية غرمبلينغ في غرمبلينغ في لينكولن باريش غرب روستون، لويزيانا، الولايات المتحدة
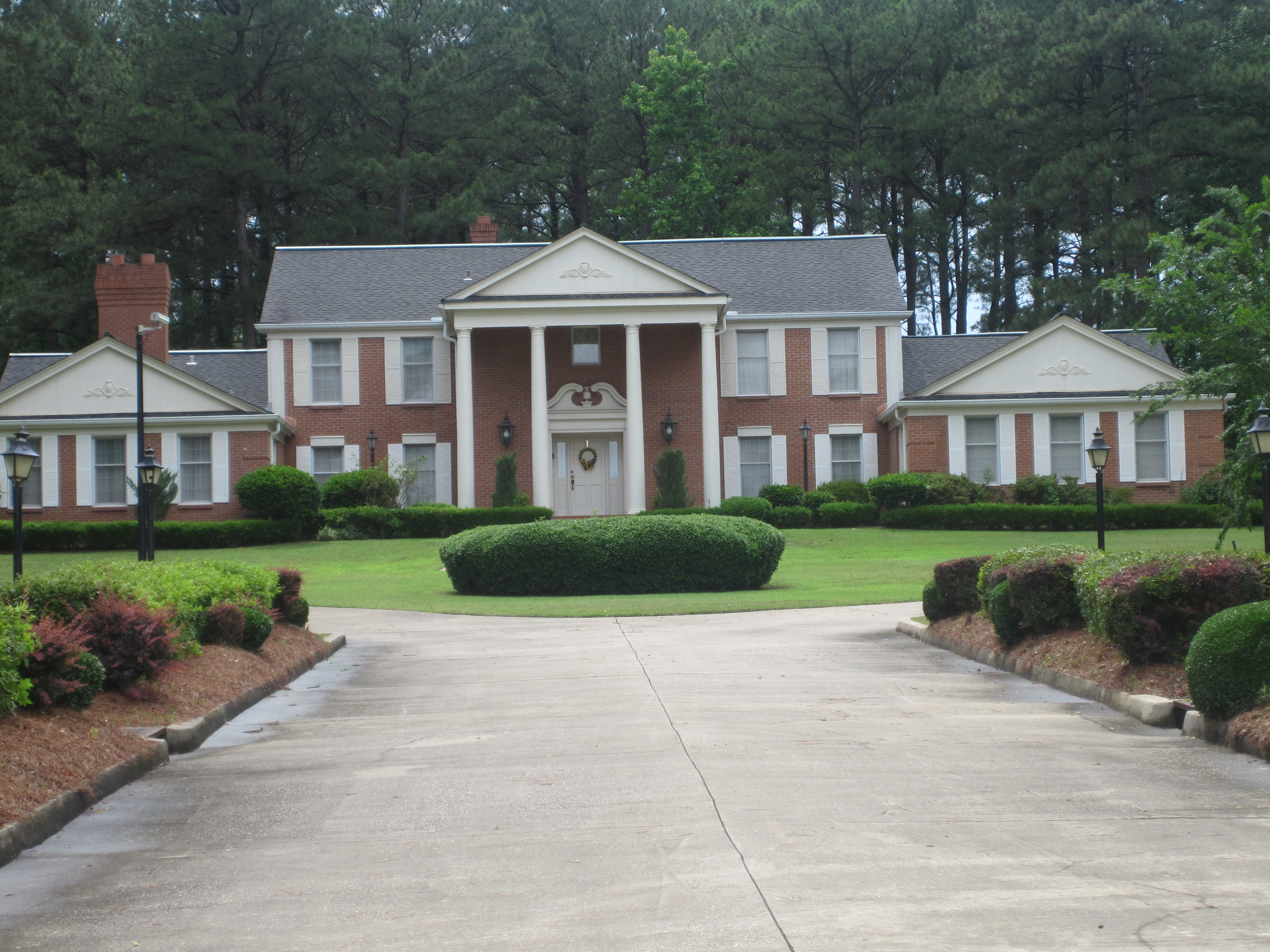
يتميز منزل الرئيس في جامعة غرمبلينغ بأناقة وفخامة بشكل خاص
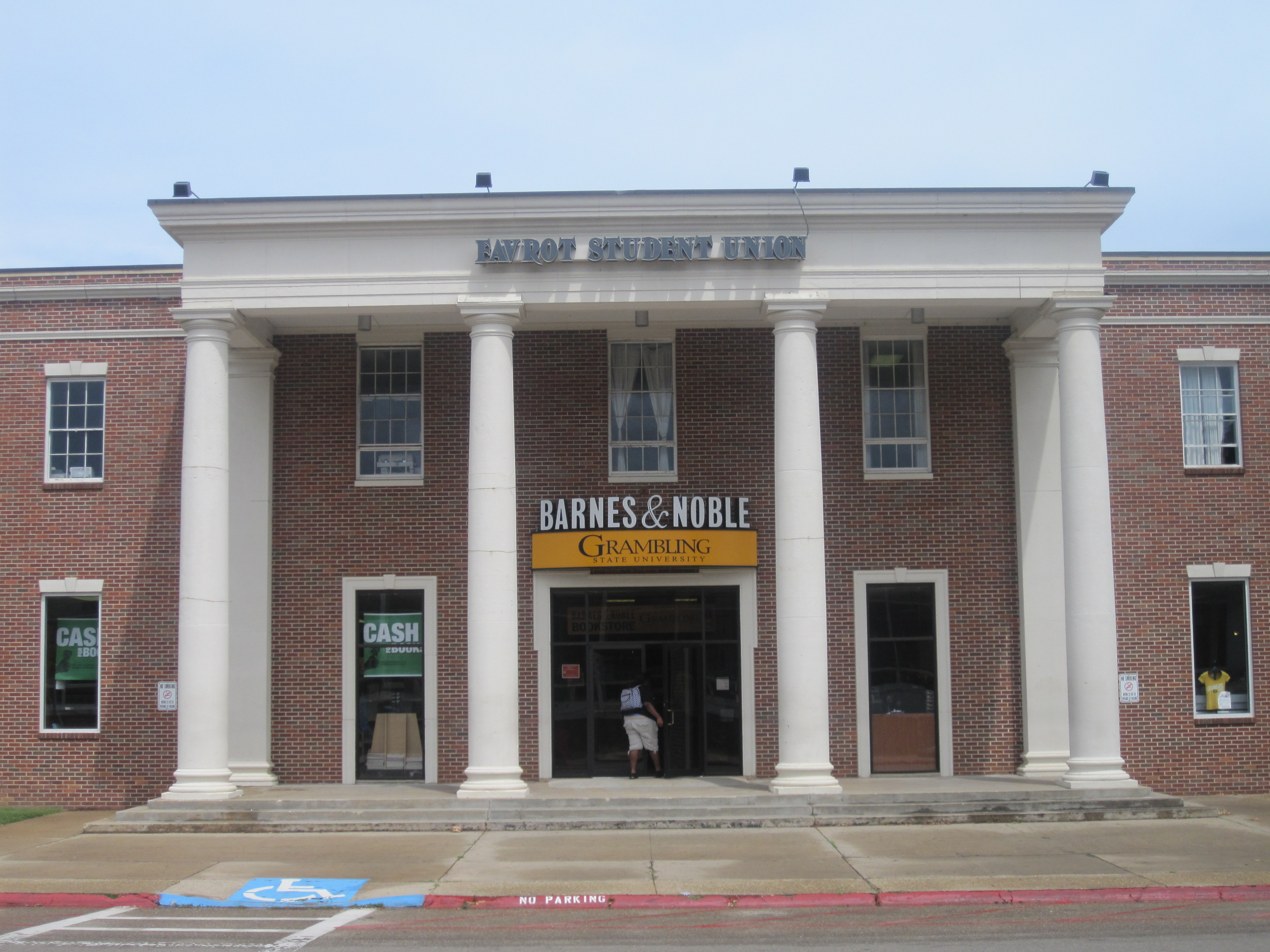
مبنى طلاب فافروت في غرمبلينغ
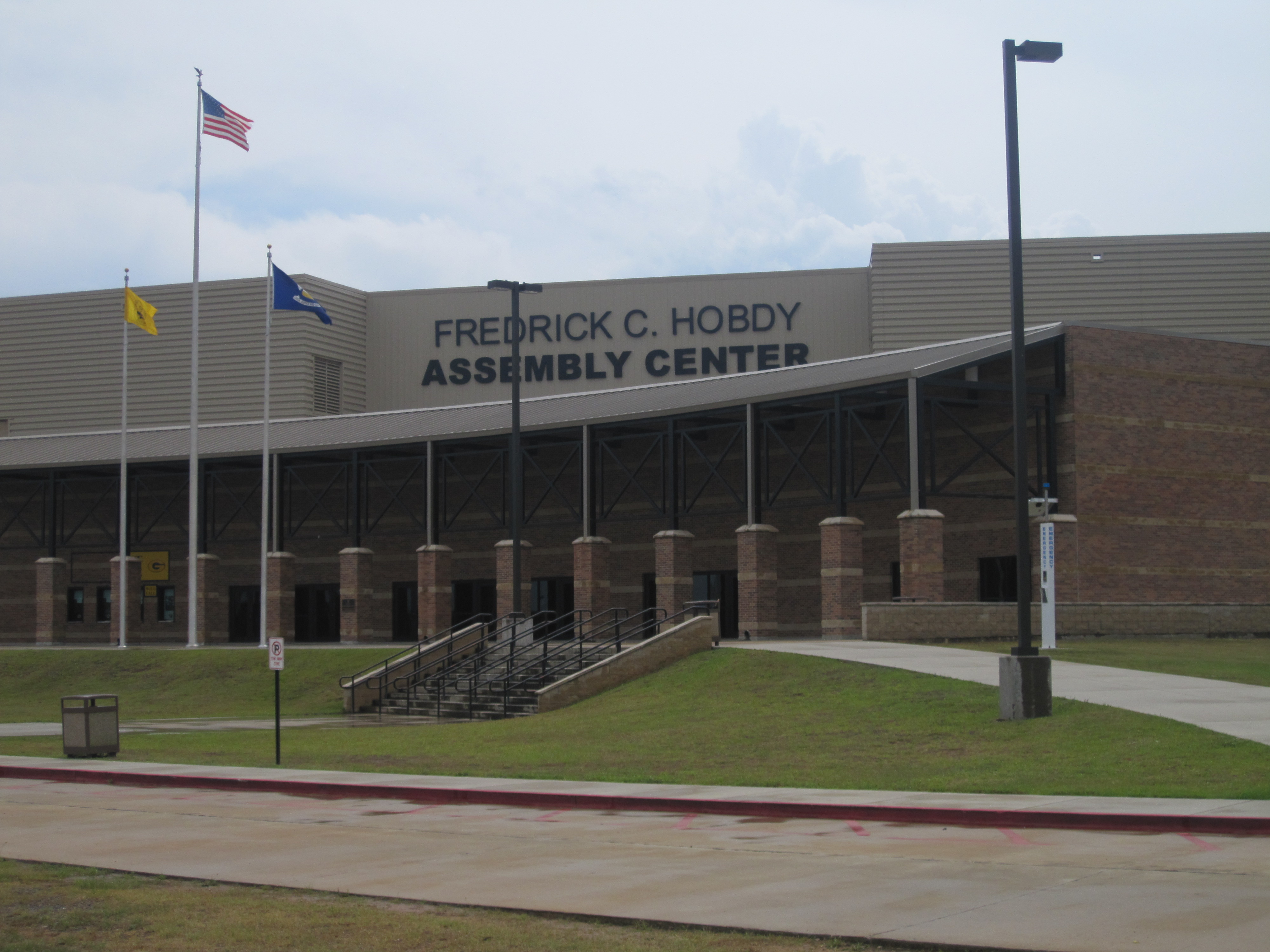
مركز فريدريك سي هوبدي للتجميع
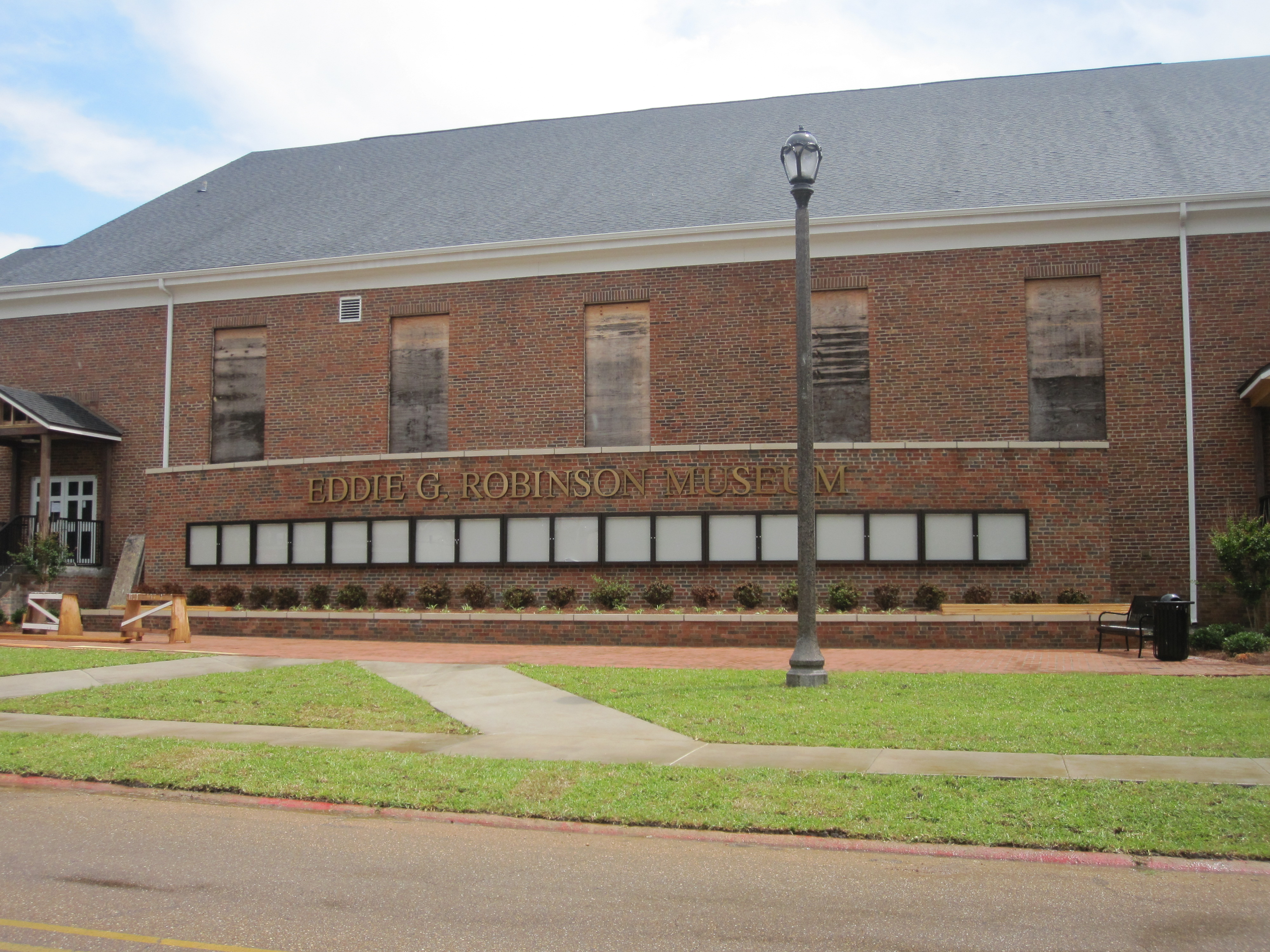
متحف ادي جي روبنسون

## خريج متميز
يشمل خريجو ولاية غرمبلينغ العديد من لاعبي دوري كرة القاعدة والدوري الأمريكي للمحترفين وكرة القدم الأمريكية والمسؤولين العموميين والمحامين والأطباء والعلماء والصحفيين والمهنيين التجاريين والفنانين.
- باك بوكانان من كبار مشاهير لعبة كرة القدم الأمريكية ومن رؤساء مدينة كانساس سيتي
- روني كولمان الحائز على جائزة مستر أولمبيا ثماني مرات
- الممثلة ناتالي ديسيل ريد
- التحقت إيريكا بادو الحائزة على جائزة جرامي بجامعة ولاية غرمبلينغ وعملت ذات مرة كملكة في الحرم الجامعي.
- كاتب العمود في صحيفة نيويورك تايمز تشارلز إم. بلو
- عملت ألومنا بينكي سي ويلكرسون في مجلس نواب لويزيانا من عام 1992 إلى عام 2000.
- لعبة سوبر بول الثانية والعشرون قورتربك دوج ويليامز ليس خريجًا فحسب، بل شغل سابقًا منصب مدرب كرة القدم الرئيسي لفريق تايجر.
- منطقة خليج الساحل الغربي لفنان الراب E-40
- حصل الخريج الدكتور إيفوري في نيلسون على منحة فولبرايت عام 1966.[24]

- الخريج سيدريك جلوفر هو أول عمدة أمريكي من أصل أفريقي لمدينة شريفبورت بولاية لويزيانا.
- ألومنا أويل تايلر هي أول امرأة أميركية من أصل أفريقي تتولى رئاسة بلدية شريفبورت بولاية لويزيانا.
- ألومنا بي رينيه إيكيجولو-هاريس هي أول امرأة أميركية من أصل أفريقي تشغل منصب عمدة برادلي، أركنساس.
- ستيفاني A. فينلي (BS 1988) محامية أمريكية ومرشحة للرئيس باراك أوباما لمنصب قاضي مقاطعة الولايات المتحدة في محكمة مقاطعة الولايات المتحدة للمنطقة الغربية من ولاية لويزيانا.
- دينيس يونج سميث (بكالوريوس 1978) هو نائب رئيس التنوع العالمي في شركة أبل.[25]

- الخريج أحمد تيري هو المصور السابق لفريق أخبار جبل روكي والفائز بجائزة بلتيزير 2000 و 2003.
- كريس ماجيو (دكتوراه 2002) هو الرئيس التاسع عشر لجامعة نورث وسترن ستيت.[26]

- فنان الجاز الحائز على جوائز والمشهور عالميًا مايكل توماس هو خريج غرمبلينغ وكان عضوًا في فرقة مسيرة النمر إلى جانب فناني الجاز.
- بوب فرينش هو موسيقي جاز مشهور.
- الخريج بول (تانك) الأصغر هو أول لاعب كرة قدم أسود من الجامعات السوداء تاريخيا الذي يوقع عقدًا ويلعب كرة قدم احترافية.
- ألومنا ألما داوسون باحثة في علم المكتبات والمعلومات، وقد شغلت درجة أستاذ راسل ب. لونج في جامعة ولاية لويزيانا.
- الكاتبة جودي آن ماسون كانت خريجة مزدوجة من غرمبلينغ. بدأت حياتها المهنية في الكتابة في جامعة ولاية غرمبلينغ بفوزها بجائزتين رئيسيتين في الكتابة المسرحية من خلال مهرجان مسرح الكلية الأمريكية
- توماس مورهيد (BS 1966)، هو أول أمريكي من أصل أفريقي في الولايات المتحدة يمتلك امتياز رولز رويس.[27]
- ن. بورل كاين، المأمور السابق لسجن ولاية لويزيانا، حاصل على درجة الماجستير في العدالة الجنائية من غرمبلينغ
- كان إرني لاد لاعب كرة قدم أمريكيًا محترفًا وقاعة مشاهير دبليو دبليو اي.
- ويليس ريد هو أحد مشاهير الدوري الاميركي للمحترفين وعضو في «أعظم 50 لاعبا في تاريخ الدوري الاميركي للمحترفين».

## روابط خارجية
- الموقع الرسمي